# GitHub Copilot
GitHub Copilot — це інструмент штучного інтелекту, розроблений GitHub та OpenAI для допомоги користувачам Visual Studio Code шляхом автодоповнення коду. Вперше було анонсовано GitHub 29 червня 2021 року.

## Технологія
GitHub Copilot використовує модифіковану версію GPT-3, мовну модель, що призначена для створення подібного до людського тексту, яка замість цього запрограмована для створення дійсного комп'ютерного коду. Copilot навчається у загальнодоступних сховищах GitHub, будь-якої ліцензії.

## Суперечки щодо ліцензування
Хоча більшість коду, виведеного Copilot, можна віднести до зміненої роботи, GitHub визнає, що невелика частка копіюється дослівно, що викликало побоювання, що виведений код недостатньо трансформується, щоб його можна було класифікувати як добросовісне використання та може перешкоджати авторським правам первинного власника. Це залишає Copilot на неперевіреній юридичній основі, хоча GitHub стверджує, що «тренування моделей машинного навчання на загальнодоступних даних, вважається добросовісним використанням у спільноті машинного навчання».
28 липня 2021 року, Фонд Вільного Програмного Забезпечення (англ. FSF) опублікував профінансований конкурс для «білої книги» щодо філософських та юридичних питань навколо Copilot. Дональд Робертсон, менеджер з ліцензування та відповідності FSF, заявив, що «Copilot підіймає багато […] питань, які потребують більш глибокого вивчення».

## Безпека та конфіденційність
Оскільки сервіс є хмарним і вимагає постійного зв'язку з серверами GitHub Copilot, він знаменує собою фундаментальний зсув у перенесенні процесу написання програмного забезпечення в онлайн, а отже, в руки третіх осіб, де кожне натискання клавіші можна відстежити.